# Загустай (станция)
Загуста́й — станция Восточно-Сибирской железной дороги на южной линии Улан-Удэ — Наушки.
Расположена в посёлке станции Загустай Селенгинского района Бурятии.

## История
Основана в 1939 году. Введена в эксплуатацию в 1940 году.
В 1939 году от станции проложена железнодорожная ветка, длиной 6 км, к посёлку Шахты (ныне город Гусиноозёрск), по которой началась перевозка угля. Линия разобрана в начале 2000-х годов.
В октябре 1964 года через станцию началось регулярное пассажирское движение поездов по маршруту Улан-Удэ — Гусиное Озеро (впоследствии Улан-Удэ — Наушки).
В 1966 году начато строительство ж/д ветки, длиной 20 км, до угольного разреза «Холбольджинский» на юго-восточном берегу Гусиного озера. В 1970 году по линии пошли грузовые составы с углём. Дорога разобрана в начале 2000-х годов.
В 1971 году пущена в эксплуатацию главная ж/д ветка, длиной 3 км, от строящейся Гусиноозёрской ГРЭС к станции Загустай.
В 2014 году прекращено движение пригородных поездов Улан-Удэ — Загустай и Загустай — Наушки.

## Дальнее следование по станции
| № поезда | Маршрут движения | № поезда | Маршрут движения |
| -------- | ---------------- | -------- | ---------------- |
| 361      | Наушки — Иркутск | 362      | Иркутск — Наушки |